# Poletje (roman)
Poletje je roman izpod peresa slovenskega mladinskega pisatelja, dramatika, glasbenika, filmskega igralca in slikarja Smiljana Rozmana. Pisatelj sodi med začetnike moderne povojne proze. 

## Zgodba
Roman je napisan skozi oči prvoosebnega pripovedovalca Lojza. Lojzek, kot ga vsi kličejo, je delavec na žagi pri Gošniku, ki ima v lasti tudi gostilno, kamor Lojzek zahaja s prijatelji in igra harmoniko. 
Ko Lojzek in prijatelja Miha in Vanč v gostilni izvedo za smrt kralja Aleksandra, med ženskami, ki so v znak žalovanja oblečene črno, opazijo Gošnikovo nečakinjo Ferončo. Ob prvi priložnosti ji Lojz izkaže svojo naklonjenost. Ona ga sicer ne zavrne, se mu pa spretno izmika in mu govori, da ga ima rada. 
Tisti večer se prijatelji odpravijo v sosednjo vasico v gostilno, kjer je bil pred njihovim prihodom pretep, v katerem je bil nekdo ubit. Skesani morilec Lojzku podari nož. Nekega ponedeljka Feronča v Gošnikovi gostilni da vedeti Lojzku, da ima rada več fantov in se ne more odločiti le zanj.  
Načelnikova žena vabiti Lojzka, da bi ji popravil omaro. Tistega večera Lojz edinkrat prespi pri Feronči. Pomladi Feronča za čas Gošnikovega okrevanja pomaga Mihi pri nakupovanju v mestu, kar v Lojzu vzbuja ljubosumje. Poleti Lojz po spletu okoliščin pri Gošniku dobi povišico, zato mu ni več potrebno delati na žagi. To nikogar ne čudi, saj ga imajo vsi za bolj sposobnega.
Ko se odpravi k Jovanovićevi ženi, da bi popravil omaro, se, medtem ko njenega moža ni doma, predata strastem. Tako se še velikokrat dobita. Lojz izve, da sta Miha in Vanč druga dva Ferončina fanta, sama pa ne sumita ničesar. V gostilni med pogovorom Miho taktično elje na idejo, da naslednji dan zasači Ferončo z Vančem. Podari mu tudi svoj nož. Ko naslednji dan pride h Gošniku izve, da je Miha zabodel Vanča zaradi Feronče, ona pa naj bi bila že zdavnaj zaročena s fantom iz Maribora. Gošnik ga pošlje k njej, saj mu zaupa, da je pametnejši od ostalih. Po nekaj izmenjanih stavkih Lojzek začne Ferončo tepsti, ona pa se ne upira. Ko se utrudi začne teči proti žagi, med začenjanjem nevihte. Sede na pograd in začne piti žganje, zjutraj pa ga najdejo mrtvega pod zrušeno hišo. 
Vsi so se čudili, kaj je tako pameten fant v največji nevihti počel na žagi, pisatelj pa zaključi roman s stavkom: "Jaz pa še zdaj ne vem, če ni bil vsega tistega, kar se je zgodilo takrat poleti, kriv atentat na kralja Aleksandra in francoskega zunanjega ministra".

## Kritika, literarna zgodovina
»Rozmanov najnovejši tekst POLETJE vzlic manjšemu obsegu vsebuje vrsto problemov, ki bi marsikomu mogli biti že sami zase zadosten motiv za literarno upodobitev. Takoj pa je treba povedati, da je ta problemska pisanost romanu seveda le v prid, saj prikazano resničnost poglablja ter ji daje potrebne življenjske razsežnosti. Kajpada ne gre za nobene preveč vnanje oziroma  tradicionalne in potemtakem mnogokrat še zmerom za poglavitne strani bivanja — za morebitna socialna navzkrižja, ki bi jih pričakovali spričo okoliščin, da vse dogajanje izvira iz delavskega oziroma kmečkega okolja.«  (Horvat 1967: 552) 
»Rozmanovo razmerje do tega sveta se kaže v posebni luči: konflikt namreč ne nastaja med ekonomskimi nasprotji, temveč v neki ontološki stiski in danosti sodobnega človeka. Okoli te osi oscilirajo drobni zapleti, ki situacijo določajo ter s svojo živostjo dajejo verjetnost ljudem in okolju. Svojo podobo imamo tako priložnost videti z več aspektov, večinoma iz tipično slovenskih razmer: družbenih — polkmečkih. polproletarskih; nacionalnih — nikoli brez raznarodovalnih tendenc; miselnih — ki so se  pojavile v sodobnem načinu  življenja; in kajpada iz intimno človeških, erotičnih izvirov, torej iz najvidnejših znamenj življenja. Ali bolj konkretno: Rozmanovi ljudje niso nikakršni veliki junaki z velikimi idejami in strastmi, ampak prav nasprotno — so nepomembni polproletarci, ki jih je zgodovina odrinila nekam pod južne obronke Pohorja ter jim neprizanesljivo odmerila majhnost in banalno vsakdanjost. Zgneteni so na veselice in v gostilne, slepijo se z vinom in erosom, zakaj ničesar drugega nimajo, za kar bi se lahko odločali. Erotika je tako postala centralna možnost za njihovo uresničevanje. Z izgubo le-te je zategadelj razveljavljen tudi ves Smisel in vse iluzije, ki vabijo naprej, v materialno ugodje in napredovanje v poklicu. V taki »iztreznjenosti« se znajde na koncu glavni junak Lojzek, potem ko je skupaj s svojima prijateljema-tekmecema doživel poraz pri Feronči, gostilničarjevi lepotici. Ljubezenska zgodba, ogrodje romana, je pravzaprav najspretneje zasnovan del pripovedi; Rozman je dogajanje ob njej razpredel tako, da Ferončini častivci ostajajo v stalni negotovosti, ne da bi vedeli za nagnjenja, ki so pri vseh enaka — lepotica pa je vedno na isti nedosegljivi višini, toda tudi do same sebe neodločna, zato pa tem bolj skrivnostna in privlačna. V takšni situaciji so dogodki bolj komične kot tragične narave. Kolikor sta ta motiv in način podajanja resnih izpovedi izvirna, je treba priznati, da sta nedvomno precej domiselna. Druge epizode se zdijo bolj konvencionalne, le Lojzkove zveze z Jovanovićevo družino so videti nove glede na dimenzijo, ki s svojo deloma nacionalno vsebino pri nas po vojni še ni bila upodobljena. Sam fabulativni okvir sicer dejanje časovno premešča v obdobje stare Jugoslavije, toda ljudje v njem imajo karakteristike, ki so značilne za naš čas, z nekega vidika za ves evropski prostor, čeprav so vendarle najbolj bistvene za nas. Ne bi mogli reči, da je Rozman s tem delom prispeval bistveno nov pogled na svet (s stilnega kakor tudi z miselnega stališča), vendar je prav tako nemogoče zapisati, da pričujoči roman ni sodoben in potemtakem brez vsake umetniške vrednosti. Vzlic temu pa bi ga bilo tvegano prišteti k avtorjevim najboljšim tekstom.« (Horvat 1967)